# Kracht van het Volk
Volkskracht (Fuerza Popular) is een politieke alliantie in Peru. Vanaf de oprichting in 2010 tot en met de verkiezingen van 2011 heette de partij Kracht 2011 (Fuerza 2011)
De partij werd opgericht in 2010 door Keiko Fujimori, de dochter van de voormalige president Alberto Fujimori, en deed mee aan de verkiezingen van 2011. De partij behaalde 37 zetels in het Peruviaanse congres.
Fujimori deed mee aan de presidentsverkiezingen in 2016, waarbij ze in de tweede ronde verloor van  Ollanta Humala die president van Peru werd; zij behaalde 48,5% en hij 51,5% van de stemmen. De andere kandidaten uit haar partij waren Rafael Rey Rey als kandidaat voor vicepresident van Peru en Jaime Yoshiyama voor de rol van premier van Peru.